# Listă de băuturi alcoolice românești
Aceasta este o listă în ordine alfabetică de băuturi alcoolice tradiționale românești.
Băuturi:
- Afinată
- Caisată
- Cireșată
- Pălincă
- Rachiu
- Socată
- Turț
- Țuică
- Vin
- Vinars
- Vișinată
- Zmeurată